# Irving Cummings
Irving Camisky (n. 9 octombrie 1888, New York City, New York, SUA – d. 18 aprilie 1959, Los Angeles, California, SUA) a fost un actor, regizor, producător și scenarist american de film.

## Viața și cariera
Cummings s-a născut în New York. Este tatăl scenaristului și producătorului Irving Cummings, Jr.
Cummings și-a început cariera de actorie în adolescență pe Broadway și a apărut alături de legendara Lillian Russell. A început să joace în filme în 1909 și a devenit rapid un actor important popular. Puține dintre filmele în care a jucat ca actor mai sunt disponibile, cu excepția primului lungmetraj al lui Buster Keaton, The Saphead (1920), în care Cummings joacă rolul unui broker necinstit și filmul lui Fred Niblo Sex (1920), unul dintre primele filme pe care prezintă un fenomen nou în America anilor 1920, Flapper. Ambele filme sunt disponibile pe DVD, precum și The Round-Up (1920), o dramă western în care Roscoe Arbuckle are rolul principal și în care mai joacă Wallace Beery. În acea perioadă, a început să regizeze filme de acțiune și, ocazional, comedii.
În 1934, Cummings a regizat Grand Canary, iar în 1929, a fost nominalizat la un premiu Oscar pentru regia filmului In Old Arizona.
Cummings a fost cunoscut pentru marile filme muzicale din anii 1930, alături de actrițele Betty Grable, Alice Faye, Carmen Miranda și Shirley Temple (Little Miss Broadway, 1938), pe care l-a regizat la 20th Century Fox.
În 1943, ca parte a celei de-a 50-a aniversări de la nașterea industriei cinematografiei, Cummings a primit medalia de aur a Fundației Thomas A. Edison pentru realizări deosebite în artă și știință.